# دوري كرة القدم الغربي 1904–05
دوري كرة القدم الغربي 1904–05 (بالإنجليزية: 1904–05 Western Football League)‏ هو موسم من دوري كرة القدم الغربي ‏. فاز فيه نادي بليموث أرجايل.